# Heringocena
Heringocena is een geslacht van vlinders van de familie slakrupsvlinders (Limacodidae).

## Soorten
- H. andobo (Viette, 1965)
- H. difficilis (Viette, 1965)
- H. hannemanni (Viette, 1980)
- H. schroederi (Viette, 1980)
- H. seyrigi Viette, 1980